# Aloe pulcherrima
Aloe pulcherrima ist eine Pflanzenart der Gattung der Aloen in der Unterfamilie der Affodillgewächse (Asphodeloideae). Das Artepitheton pulcherrima stammt aus dem Lateinischen, bedeutet ‚hübsch‘.

## Beschreibung

### Vegetative Merkmale
Aloe pulcherrima wächst stammbildend und verzweigt dichotom. Der niederliegende oder hängende Stamm erreichte eine Länge von bis zu 100 Zentimeter und ist 8 Zentimeter dick. Die 35 bis 50 lanzettlich verschmälerten Laubblätter bilden eine dichte Rosette. Die hell blaugrüne, leicht glauke, fein gestreifte Blattspreite ist bis zu 50 Zentimeter lang und 12 Zentimeter breit. Die Zähne am roten Blattrand sind 0,2 bis 0,3 Millimeter lang und stehen  bis zu 30 Millimeter voneinander entfernt. Der Blattsaft ist trocken purpurfarben.

### Blütenstände und Blüten
Der hängende Blütenstand weist drei bis sechs Zweige oder mehr auf und erreicht eine Länge von 50 bis 80 Zentimeter. Die lockeren, zylindrischen Trauben sind 12 bis 28 Zentimeter lang. Die eiförmig spitz zulaufenden, ziemlich fleischigen Brakteen weisen eine Länge von 8 bis 9 Millimeter auf und sind 7 bis 8 Millimeter breit. Die zylindrischen, roten Blüten stehen an 8 bis 12 Millimeter langen Blütenstielen. Sie sind 32 bis 33 Millimeter lang. Auf Höhe des Fruchtknotens weisen die Blüten einen Durchmesser von etwa 6 Millimeter auf. Ihre äußeren Perigonblätter sind auf einer Länge von etwa 20 Millimetern nicht miteinander verwachsen. Die Staubblätter und der Griffel ragen kurz aus der Blüte heraus.

## Systematik und Verbreitung
Aloe pulcherrima ist in Äthiopien im spärlichen Busch an steilen Hängen und Klippen in Höhen von 2480 bis 2750 Metern verbreitet.
Die Erstbeschreibung durch Michael George Gilbert und Sebsebe Demissew wurde 1997 veröffentlicht.

## Nachweise